# Racing in the Street
"Racing in the Street" è un brano musicale di Bruce Springsteen, presente nel suo quarto album, Darkness on the Edge of Town. È una delle canzoni più popolari e apprezzate dell'album, ed è considerata la migliore canzone di Bruce Springsteen da The New Rolling Stone Album Guide. Musicalmente è una ballata elegante, che inizia con l'introduzione del piano di Roy Bittan. Del brano sono presenti diverse cover. Una versione alternativa nota come Racing in the Street '78 è stata pubblicata sulla raccolta di outtake del 2010 The Promise. "Racing in the Street" è una canzone abbastanza popolare anche dal vivo, ed è apparsa regolarmente nel tour dell'album e di album successivi, specialmente quello di The River. Una versione live del 1980 è inclusa nel box set Live/1975-85.